# 1078 Mentha
1078 Mentha este un asteroid din centura principală, descoperit pe 7 decembrie 1926, de Karl Reinmuth.